# 仏崎
仏崎（ほとけざき）は、大分県大分市田ノ浦にある別府湾に面した小さな岬である。

## 概要
大分市と別府市の境界に近く、高崎山や大分マリーンパレス水族館（うみたまご）の東南に位置する。岬の西側にある田ノ浦海岸は、海水浴場として親しまれており、近年は人工ビーチなどの施設が整備されている。

## 歴史
大分市から別府市にかけての別府湾岸は、高崎山などの山地が海に迫り出し、通行が困難であったため、かつて別府・大分間の交通は高崎山の裏側を超える峠道か海路が主で、海沿いは崖下の隘路を歩いて通るしかなかった。1694年（元禄7年）にこの地を訪れた貝原益軒も『豊国紀行』において「歩行にて行ば、東の海辺なる、がけ道を行よし。道細くして危しと云。」と記している。
大分から別府に至る海岸には、芦崎、黒崎、宝崎、鯨崎、仏崎、高崎、鎌崎の7つの岬があり、七崎と呼ばれていた。特に仏崎付近は難所であり、化け物が出るという噂もあったため、1824年（文政7年）、駄ノ原にあった西光寺の僧が崖壁に「南無阿弥陀仏」の大文字を刻んだという。仏崎の名はこの経文字に因むと言われる。なお、現在、仏崎の崖壁には「南無妙法蓮華経」の文字が掲げられているが、これは明治時代末期に日蓮宗を信仰する大分市竹町の商人が自費で書き直したものである。
また、別府湾には1596年（慶長元年）に地震で沈んだとされる瓜生島の伝説があるが、その際、瓜生島にあった寺院の本尊がこの地に流れ着いたといわれる。その仏像は、現在、大分市勢家町の瓜生山威徳寺に伝えられている。仏崎の名は仏像が流れついたことに由来するとの説もある。
湾岸に別府と大分をつなぐ別大道路ができたのは1875年（明治8年）のことであった。この道路は1885年（明治18年）には国道に指定されて交通の動脈となり、仏崎は別府湾を一望する景勝地として、また、仏崎にあった仏崎遊園は桜の名所として賑わい、1930年（昭和5年）には別府三勝にも選定されるほどであった。ただし、その後の道路拡張などにより、観光地としての仏崎は衰退した。
1961年（昭和36年）10月26日午後2時55分には、大分から別府市亀川に向かっていた大分交通別大線の路面電車が仏崎付近で折からの集中豪雨によるがけ崩れに巻き込まれ埋没する事故が発生。31人が死亡し、36人が重軽傷を負う惨事となった。死亡者の中には、下校途中の小中高校生7人も含まれていた。